# Yūdai Kimura
Yūdai Kimura (japanisch 木村 勇大 Kimura Yūdai; * 28. Februar 2001 in Sakai, Präfektur Osaka) ist ein japanischer Fußballspieler.

## Karriere
Yūdai Kimura erlernte das Fußballspielen in der Schulmannschaft der Osaka Toin High School sowie in der Universitätsmannschaft der Kwansei-Gakuin-Universität. Vom 29. September 2021 bis Saisonende wurde er an Kyōto Sanga ausgeliehen. Der Verein aus Kyōto spielte in der zweiten japanischen Liga, der J2 League. Am Ende der Saison feierte er mit dem Verein die Vizemeisterschaft und den Aufstieg in die erste Liga. Nach der Ausleihe kehrte er zur Universität zurück, wo er drei Tage später wieder an Kyōto Sanga ausgeliehen wurde. Sein Erstligadebüt gab Yūdai Kimura am 19. Februar 2022 (1. Spieltag) im Heimspiel gegen die Urawa Red Diamonds. Hier wurde er in der 78. Minute für Temma Matsuda eingewechselt. Kyōto gewann das Spiel 1:0. Während seiner Ausleihe bestritt er sieben Zweitligaspiele. Am 1. Februar 2023 wurde er von Kyōto fest unter Vertrag genommen. Nach sieben Zweitligaspielen wechselte er im August 2023 auf Leihbasis zum Zweitligisten Zweigen Kanazawa. Am Ende der Saison 2023 belegte er mit Zweigen den letzten Tabellenplatz und musste somit den Weg in die dritte Liga antreten. Nach zehn Ligaspielen wechselte er im Januar 2024 ebenfalls auf Leihbasis zum Erstligisten Tokyo Verdy. Hier bestritt er 36 Ligaspiele und erzielte zehn Treffer. Nach der Ausleihe wurde er im Januar 2025 fest von Verdy unter Vertrag genommen.

## Erfolge
Kyōto Sanga
- Japanischer Zweitligavizemeister: 2021  ▲